# Lijst van voetbalinterlands Argentinië - Joegoslavië
Deze lijst van voetbalinterlands is een overzicht van alle officiële voetbalwedstrijden tussen de nationale teams van Argentinië en Joegoslavië. De landen speelden in totaal negen keer tegen elkaar. De eerste ontmoeting, een  vriendschappelijke wedstrijd, werd gespeeld in Buenos Aires op 3 augustus 1930. Het laatste duel, eveneens een vriendschappelijke wedstrijd, vond plaats op 24 februari 1998 in Mar del Plata.

## Wedstrijden
| № | Plaats         | Datum             | Competitie        | Wedstrijd                | Uitslag |
| - | -------------- | ----------------- | ----------------- | ------------------------ | ------- |
| 1 | Buenos Aires   | 3 augustus 1930   | Vriendschappelijk | Argentinië – Joegoslavië | 3 – 1   |
| 2 | San Martín     | 22 december 1968  | Vriendschappelijk | Argentinië – Joegoslavië | 1 – 1   |
| 3 | Rio de Janeiro | 9 juli 1972       | Vriendschappelijk | Joegoslavië – Argentinië | 4 – 2   |
| 4 | Buenos Aires   | 3 juli 1977       | Vriendschappelijk | Argentinië – Joegoslavië | 1 – 0   |
| 5 | Belgrado       | 16 september 1979 | Vriendschappelijk | Joegoslavië – Argentinië | 4 – 2   |
| 6 | Florence       | 30 juni 1990      | WK 1990           | Joegoslavië – Argentinië | 0 – 0   |
| 7 | Buenos Aires   | 27 december 1994  | Vriendschappelijk | Argentinië – Joegoslavië | 1 – 0   |
| 8 | Mar del Plata  | 28 december 1996  | Vriendschappelijk | Argentinië – Joegoslavië | 2 – 3   |
| 9 | Mar del Plata  | 24 februari 1998  | Vriendschappelijk | Argentinië – Joegoslavië | 3 – 1   |

## Samenvatting
| Competitie        | Totaal gespeeld | Winst Argentinië | Gelijk | Winst Joegoslavië | Doelsaldo Argentinië – Joegoslavië |
| ----------------- | --------------- | ---------------- | ------ | ----------------- | ---------------------------------- |
| WK-eindronde      | 1               | 0                | 1      | 0                 | 0 − 0                              |
| Vriendschappelijk | 8               | 4                | 1      | 3                 | 15 − 13                            |
| Totaal            | 9               | 4                | 2      | 3                 | 15 − 13                            |

Wedstrijden bepaald door strafschoppen worden, in lijn met de FIFA, als een gelijkspel gerekend.

## Details

### Eerste ontmoeting
| Vriendschappelijk (Buenos Aires, Argentinië, 3 augustus 1930): |              | |
| Argentinië | 3 – 1        | Joegoslavië |
| Alfredo Trujillo 25' Francisco Esponda 27' Francisco Esponda 30' | goals        | 42' Blagoje Marjanović |
| Francisco Olazar en Juan José Tramutola | bondscoach   | Boško Simonović |
| Eduardo Alterio Oscar Tarrio Juan Carlos Irbarren Olegario Villegas Carlos Volante Ricardo Bonelli Leonardo Sandoval Juan Arillaga Fransisco Esponda Alfredo Trulillo Luis Gómez | opstellingen | Milovan Jakšić Dragomir Tošić Teofilo Spasojević Milorad Arsenijević Ljubiša Stefanović Momčilo Đokić Aleksandar Tirnanić Blagoje Marjanović Đorđe Vujadinović Ivica Bek Branislav Hrnjiček |
| - Debuut van Dragomir Tošić (Beogradski SK) voor Joegoslavië. |              | |

### Zesde ontmoeting
| WK 1990 (Florence, Italië, 30 juni 1990): |                     | |
| Argentinië | 0 – 0               | Joegoslavië |
| | goals               | |
| José Serrizuela Jorge Burruchaga Diego Maradona Pedro Troglio Gustavo Dezotti | strafschoppen 3 – 2 | Dragan Stojković Robert Prosinečki Dejan Savićević Dragoljub Brnović Faruk Hadžibegić                                                                                           |
| Carlos Bilardo | bondscoach          | Ivica Osim |
| Sergio Goycochea Juan Simón Julio Olarticochea 51' José Serrizuela Ricardo Giusti Oscar Ruggeri Jorge Burruchaga José Basualdo Gabriel Calderón 87' Diego Maradona Claudio Caniggia | opstellingen        | Tomislav Ivković Zoran Vulić Predrag Spasić Refik Šabanadžović Faruk Hadžibegić Davor Jozić Dragoljub Brnović Robert Prosinečki 62' Safet Sušić Zlatko Vujović Dragan Stojković |
| Pedro Troglio 51' Gustavo Dezotti 87' | wissels             | 62' Dejan Savićević |
| José Serrizuela 21' Julio Olarticochea 42' Pedro Troglio 61' Juan Simón 110' | gele kaarten        | |
| | rode kaarten        | 24', 31' Refik Šabanadžović |

### Zevende ontmoeting
| Vriendschappelijk (Buenos Aires, Argentinië, 27 december 1994): |              | |
| Argentinië | 1 – 0        | Joegoslavië |
| Ariel Ortega 21' | goals        | |
| Daniel Passarella | bondscoach   | Slobodan Santrač |
| Carlos Bossio Javier Zanetti Roberto Ayala Néstor Fabbri Rodolfo Arruabarrena Marcelo Escudero Hugo Pérez Christian Bassedas Marcelo Espina 68' Ariel Ortega Sebastian Rambert | opstellingen | Goran Pandurović Slobodan Komljenović Goran Đorović Siniša Mihajlović Vladimir Jugović Miroslav Đukić Branko Brnović Slaviša Jokanović Dragan Stojković Dejan Savićević 74' Predrag Mijatović |
| Gustavo López 68' | wissels      | 74' Darko Kovačević |
| Hugo Pérez 9' | gele kaarten | ??' Dragan Stojković ??' Branko Brnović |
| | rode kaarten | 9', 88' Siniša Mihajlović |
| - Debuut van spits Darko Kovačević (Rode Ster Belgrado) voor Joegoslavië. |              | |

### Achtste ontmoeting
| Vriendschappelijk (Mar del Plata, Argentinië, 28 december 1996): |              | |
| Argentinië | 2 – 3        | Joegoslavië |
| Juan Esnáider 43' Hugo Morales 62' | goals        | 22' Ljubinko Drulović 53' Dejan Govedarica 77' Zoran Jovičić |
| Daniel Passarella | bondscoach   | Slobodan Santrač |
| Roberto Bonano Nelson Vivas Victor Sotomayor Néstor Fabbri Eduardo Berizzo Diego Simeone Leonardo Astrada Guillermo Morigi 46' Patricio Camps 46' Ariel Ortega Juan Esnáider | opstellingen | 89' Zvonko Milojević Zoran Mirković Goran Đorović Albert Nađ Niša Saveljić Risto Vidaković Slaviša Jokanović 62' Dejan Govedarica 89' Zoran Jovičić 46' Bratislav Živković 86' Ljubinko Drulović |
| Hernán Crespo 46' Hugo Morales 46' | wissels      | 46' Dražen Bolić 62' Zoran Njeguš 86' Budimir Vujačić 89' Marko Perović 89' Ivica Kralj |
| Nelson Vivas ??' Juan Esnáider ??' | gele kaarten | ??' Zoran Mirković ??' Goran Đorović ??' Albert Nađ ??' Slaviša Jokanović |
| - Debuut van Ivica Kralj, Zoran Njeguš, Zoran Jovičić en Ljubinko Drulović voor Joegoslavië.                                                                                 |              | |

### Negende ontmoeting
| Vriendschappelijk (Mar del Plata, Argentinië, 24 februari 1998): |              | |
| Argentinië | 3 – 1        | Joegoslavië |
| Hernán Crespo 45' Hernán Crespo 85' Hernán Crespo 89' | goals        | 78' Anto Drobnjak |
| Daniel Passarella | bondscoach   | Slobodan Santrač |
| Germán Burgos 90+1' Hernán Díaz Roberto Ayala José Chamot Eduardo Berizzo Juan Sebastián Verón Leonardo Astrada Diego Simeone Marcelo Gallardo Ariel Ortega Hernán Crespo | opstellingen | Ivica Kralj Bratislav Živković Slobodan Komljenović 74' Zoran Njeguš Niša Saveljić Aleksandar Kristić Miroslav Stević Dejan Stefanović 57' Nenad Grozdić 57' Zoran Ranković 83' Anto Drobnjak |
| Pablo Cavallero 90+1' | wissels      | 57' Ivan Tomić 57' Đorđe Svetličić 74' Miroslav Savić 83' Aleksandar Jović |
| Diego Simeone ??' Leonardo Astrada ??' | gele kaarten | ??' Miroslav Stević ??' Bratislav Živković |
| - Debuut van Miroslav Savić, Aleksandar Kristić, Nenad Grozdić, Ivan Tomić, Zoran Ranković en Aleksandar Jović voor Joegoslavië.                                          |              | |